# 横浜国際プール
横浜国際プール（よこはまこくさいプール）は、神奈川県横浜市都筑区にある、横浜市営の国際規格の水泳用プールである。1998年に完成し、かながわ・ゆめ国体会場として使用された。公募で決定された愛称は、「WATER ARENA ウォーターアリーナ」。
プールなどの水泳施設の他に屋内競技のための体育室や、テニスコート、緑地などもある。また、当施設は個人利用のためにも開放されているほか、映画やテレビ番組などの撮影にも利用されている。
指定管理者は、2011年4月1日から公益財団法人横浜市スポーツ協会・コナミスポーツ株式会社・トーリツグループJVとなっている。
また2011年より、bjリーグの横浜ビー・コルセアーズの試合会場として、Bリーグ発足初年度である2016-17シーズンからも引き続きホームアリーナとして使用される。

## 施設

### メインアリーナ
メインアリーナは、夏季はメインプール・ダイビングプールとして使用され、冬季は床転換が行われスポーツフロアとして使用される。観客席は約4000席。

#### メインプール
50m×25mの国際公認された屋内温水プール。飛び込みを除いた水泳競技全般を行うことができる。競泳の大会の際には長水路（50mプール）として行われることが多く、この際は10コースである。短水路（25mプール）として使用されることもある。また、可動床を採用しており、深さが0mから3.5m(両端は0mから2.5m)まで変更できる（個人利用時は水深1.2m）。

#### ダイビングプール
25m×25m×5m（深さ）の国際公認プール。飛び込み台の高さは10m、7.5m、5mの3種類、飛び板の高さは3m、1mの2種類。飛込競技で使用されることが多いが、スキューバダイビングやアーティスティックスイミングの教室や大会が開かれたり、競泳のアップ会場として使われることもある。原則として個人利用はできない（サブプールの水抜き点検の時期などは利用できることがある）。

#### スポーツエリア
冬季はプールを閉じて約90m×約37mのスポーツフロアになり、バスケットボールやテニス、フットサルなどの競技が行われる。個人利用の例としてはテニスコート(5面)。大会利用の例としてはテニスコートで5面、バレーボール・バスケットボール・フットサルコートで4面、バドミントンコートで20面分などがある。

#### 横浜ビー・コルセアーズのホームアリーナ
レギュラーシーズン中にはおよそ8割の試合をこの横浜国際プールで行っている。
- 2011-12シーズン…12試合
- 2012-13シーズン：10試合[3]
- 2013-14シーズン：6試合[4]
- 2014-15シーズン：4試合
- 2015-16シーズン：4試合
- 2016-17シーズン：24試合

観客席は2Fに約4,000席、1Fに仮置き客席を置くことで5,000人にも対応可能となる。
4月・5月のホームゲームについては、スポーツアリーナからプールへの床転換作業が行われる関係上、当施設が使用不可能となる。このため、横浜文化体育館（2020年に閉館・解体後は横浜武道館）とトッケイセキュリティ平塚総合体育館の2会場において開催していたが、横浜文化体育館跡地に建設された横浜BUNTAIがオープンした2024年4月以降は、横浜BUNTAIでの開催に一本化している。
2026-27シーズンからは、当施設でホームゲームを行わず、全ホームゲームを横浜BUNTAIにて開催予定である。これは、2026-27シーズンから発足するBリーグ新基準「Bプレミア」参入にあたり、審査が行われた2024年10月時点で当施設がアリーナ基準を満たしていなかったためである（後述）。

### サブプール
50m×8コースの屋内温水プール。年間を通してプールとしてのみの使用（スポーツフロア等にはならない）。可動壁を用いて、25mプール2面としても使用できる。入口側半面はメインプールと同様、可動床となっており、水深0.3mから3.5mまで設定できる（個人利用時は水深1.0m）。電光掲示板側半面は固定床で、水深は2.5mである。観客席は約360席。リラクゼーションプールやサウナも存在する。

### その他の屋内施設
- サブアリーナ

約32m×約19.5mの体育室。個人利用ではバドミントンと卓球のみとなっているが、団体ではフットサルやダンス、体操、バスケットボールやバレーボールも行える。バスケットボールコート、バレーボールコートなら1面分、バドミントンコートなら3面分の大きさである。
- トレーニングルーム

約270㎡のトレーニングジム。有酸素系マシン22台、ストレングスマシン19台、ストレッチスペース、ドリンク用冷蔵庫が完備されている。フリーウェイトスペースには、ベンチプレス2台・パワーラック1台・スミスマシン1台・フリーベンチ3台・デクラベンチ1台、ダンベル(1kgから40kg)が備わっている。 ランニングマシンの前は全面ガラス張りとなっており、自然の景色を眺めながらランニングができる。初めてトレーニングルームを使用する人には施設の案内を行っている。
- 多目的ホール・会議室

プールやトレーニングルームのほかに、多目的ホールが1つと会議室が3つ存在する。多目的ホールは面積210㎡、高さ4m、座席数132席。フローリングの会議室1は面積99.9㎡、座席数48席。会議室2は面積58.3㎡、座席数24席。会議室3は面積75.4㎡、座席数24席。利用目的に合わせてさまざまな広さのホールや会議室が利用できる。会議室3以外は半面での利用が可能である。
- パントリー

軽食やお菓子、飲料などを販売している。
- プロショップ

水着やゴーグルなどの水泳用具や、スポーツウェア類を販売している。
- ボディケアルーム

エステやボディトリートメントを受けることができる。
- はりきゅうマッサージ室

鍼灸の施術を行っている。神奈川衛生学園専門学校の付属医療施設。

### 屋外施設
- 駐車場

第一駐車場は220台、第二駐車場は100台収容できる。第二駐車場は多目的コート2面と兼用である。
- 多目的コート（テニスコート）

ハードコートのテニスコートが2面ある。テニスのほかにフットサルでの利用もできる。第二駐車場と兼用である。

## 再整備計画
2024年、メインプール廃止を含めた再整備計画が明らかになり、2025年3月に本計画が正式に決定した。2030年頃の完成を目指す。
その名の通り、国際大会の開催を想定して建設されたプールだが、国際大会の開催実績は1998年のオープン以来わずか4回にとどまり、施設面ではオリンピックや世界選手権などを開くための現行基準を満たさない。さらに、2022年度にはスポーツフロアの需要がプール利用を超えたり、コロナ禍後においてメインプールはサブプールにと比べ利用率が下がる一方であった。
2024年6月3日、横浜市はメインアリーナのプールとしての利用を廃止し、通年体育館とする再整備計画の方針を示した。竣工後26年が経過し、老朽化に伴う改修工事が必要である。
とりわけ深刻なのは、大型ビジョンの球切れ・床のひび割れ・シャワー施設の故障などがあり、部品そのものが生産終了で調達・修復困難な状況に陥っており、2021年度の外部監査によると、プールからスポーツアリーナへの床転換作業だけで年間約5,000万円以上の税金（令和2年度で約5,100万円・令和5年度は約5,500万円に増大）ならびに合計2か月程度の閉館期間について指摘を受けていた。
さらに、前述した通り、現行のままではBリーグ新基準（Bプレミア）ライセンス交付規則の一つである「ホームアリーナ基準」を満たしていないため、横浜ビー・コルセアーズは、Bプレミア参入にあたり、ホームアリーナを横浜BUNTAIとした。これにより、2026-27シーズンから横浜ビー・コルセアーズは横浜BUNTAIでホームゲームを開催する予定である。
再整備の素案では、以下の事柄を公表した。

### メインアリーナ（改修）
夏季はプール・冬季はスポーツアリーナとするための床転換作業を行わず、メインプール廃止・通年スポーツアリーナとする。
観客席を6000席に増席、大型ビジョンおよび音響設備の改修、スウィート・ラウンジを設置し、本計画が完成するとBプレミア基準で試合開催が可能となる。

### サブプール（改修）
バリアフリー対応（だれでも更衣室・バリアフリートイレの新設）の上、観客席を現在の500席から700席に増設し、再整備後もパラ水泳や市民大会などを継続して行えるようにする。

### 練習・ウォーミングアップ用プール（新設）
サブプールで水泳大会を開催することになるため、25mプールを5レーン新設する。また、同時にバリアフリー対応のほか、選手の待機も可能な多目的スペースなども整備予定である。

### 斜行モノレール（新設）
最寄駅である横浜市営地下鉄グリーンラインの北山田駅 からは、当施設までの最短経路に長大な階段と自転車を押して通行できる程度のスロープが存在する。車いす・ベビーカーなどでは、周辺道路を迂回しなければならないため、北山田駅までは最短経路より倍以上の時間がかかる。とりわけ、パラ水泳開催時は、選手を輸送するためのシャトルバスを運行するほどである。
そこで、車いすやベビーカーなどが利用しやすいよう、最短経路の階段横に斜行モノレールを整備する予定である。

### その他
再整備事業は、PFI方式で進めることが検討されている。
メインプール廃止を伴う再整備事業により、当施設の名称が「横浜国際プール」から変更となる見通しである。

### 再整備に対する意見
この再整備計画に関しては「行き場がなくなる大会もある」として日本水泳連盟や県水連、横浜水泳協会は猛反発しており、1万1129人分の反対署名を市に提出した。これは、県内の代替施設に当たる日本水泳連盟公認50mプールにおいて平塚総合体育館プール（観客席数580）、相模原市立総合水泳場（同2043、立見席1000人相当）ともに同施設の約4000席よりも少ないことやこれらの代替施設には大会利用への貸出日数に制限があることが要因の1つである。また、同施設は障害の有無を問わず誰もが泳げる「パラ水泳の聖地」として、多くのトップ・スイマーや子どもたちを育んできた側面から日本パラ水泳連盟からの反発も大きい。
一方で横浜市民の半数以上はメインプール廃止に理解を示しており、廃止反対を訴えている者の大多数は水泳関係者や横浜市外の者であることが明らかになっている。これは維持費だけでなく横浜市内の体育館の数が不足しているということも関係している。県外以外の代替施設は隣接する東京都に東京アクアティクスセンターがあり、観客席も5000席と大きく、全国大会や国際大会が多く開かれている。また、観客席では同施設には及ばないものの、千葉県には千葉県国際総合水泳場があり、埼玉県には新しく日本水泳連盟公認の屋内50m水泳場の建設が進められている。

## 大会など

### 過去の大会
- FINAシンクロワールドカップ
- FINA水球ワールドリーグ2016男子インターコンチネンタルラウンド
- パンパシフィック水泳選手権
- 日本選手権水泳競技大会
- 日本学生選手権水泳競技大会
- 全国中学校水泳競技大会
- ジャパンパラ競技大会
- 横浜市総合体育大会

### その他
- 東京2020オリンピックイギリス選手団事前合宿

## 利用料金
土曜日に限り、小学生・中学生・高校生は生徒証またはそれに準ずるものを提示した場合、利用料金が免除となる。
| 時間               | 2時間まで | 2時間まで  | 延長料金（1時間につき） | 延長料金（1時間につき） |
| 時間               | 大人      | 中学生以下 | 大人                    | 中学生以下              |
| ------------------ | --------- | ---------- | ----------------------- | ----------------------- |
| プール             | 700円     | 350円      | 350円                   | 170円                   |
| トレーニングルーム | 500円     | 250円      | 250円                   | 120円                   |

## アクセス

### 公共交通機関
- 横浜市営地下鉄グリーンライン「北山田駅」から徒歩5分。
- 横浜市営地下鉄ブルーライン・横浜市営地下鉄グリーンライン「センター北駅」から東急バス
  - 3番乗り場「東山田営業所」行で約10分「国際プール正門前」下車
- 東急田園都市線「鷺沼駅」から東急バス
  - 3番乗り場「鷺02小杉駅前・新城駅前」行で約15分、「稲荷坂」下車 徒歩約10分。
  - 4番乗り場「鷺01東山田営業所」行で約15分、「北山田駅」下車 徒歩5分。

### 自動車
- 第三京浜道路から約10分

都筑インターチェンジ出口右折（料金所を出て左側の道を進む）→東山田スポーツ会館前交差点左折→北山田交差点右折→横浜国際プール入口右折
- 国道246号から

新石川交差点右折（東京方面からの車は左折）→北山田交差点左折→横浜国際プール入口右折